# Guzparras
Guzparras es una localidad del municipio de Vega de Pas (Cantabria, España). En el año 2024 contaba con una población de 13 habitantes (INE). La localidad se encuentra a 514 metros de altitud sobre el nivel del mar, y a 7 kilómetros de la capital municipal, Vega de Pas.